# Liste der Kulturdenkmäler in Rehborn
In der Liste der Kulturdenkmäler in Rehborn sind alle Kulturdenkmäler der rheinland-pfälzischen Ortsgemeinde Rehborn aufgeführt. Grundlage ist die Denkmalliste des Landes Rheinland-Pfalz (Stand: 2. August 2023).

## Denkmalzonen
| Bezeichnung          | Lage                                                              | Baujahr                                              | Beschreibung | Bild |
| -------------------- | ----------------------------------------------------------------- | ---------------------------------------------------- | --- | ---- |
| Denkmalzone Ortskern | Hauptstraße 32, 36, 40, 45, 47, Obergasse 1, 2, Untergasse 1 Lage | zweite Hälfte des 18. bis Mitte des 19. Jahrhunderts | malerisches Platzbild im Kreuzungsbereich der wichtigsten Ortsstraßen mit protestantischer Pfarrkirche, Rathaus und protestantischem Pfarrhaus sowie Wohnhäusern ab der zweiten Hälfte des 18. bis zur Mitte des 19. Jahrhunderts, meist mit Krüppelwalmdächern | BW   |

## Einzeldenkmäler
| Bezeichnung                | Lage                                                              | Baujahr                           | Beschreibung | Bild                           |
| -------------------------- | ----------------------------------------------------------------- | --------------------------------- | --- | ------------------------------ |
| Glocke                     | Am Hüttenbach, auf dem Friedhof an der modernen Leichenhalle Lage | 1454                              | Glocke, bezeichnet 1454, Jakob Ott, Kreuznach | BW                             |
| Wohnhaus                   | Brühl 4 Lage                                                      | erste Hälfte des 18. Jahrhunderts | barockes Fachwerkhaus, teilweise massiv, erste Hälfte des 18. Jahrhunderts | BW                             |
| Schulhaus                  | Hauptstraße 26 Lage                                               | um 1870                           | ehemalige Schule; stattlicher zweieinhalbgeschossiger spätklassizistischer Putzbau, um 1870 | Fotos hochladen                |
| Hofanlage                  | Hauptstraße 30 Lage                                               | Anfang des 19. Jahrhunderts       | Einfirstanlage; Krüppelwalmdachbau, Anfang des 19. Jahrhunderts | Fotos hochladen                |
| Hofanlage                  | Hauptstraße 32 Lage                                               | 18. Jahrhundert                   | Einfirstanlage; spätbarocker Krüppelwalmdachbau, teilweise Fachwerk, 18. Jahrhundert | Fotos hochladen                |
| Evangelische Pfarrkirche   | Hauptstraße 36 Lage                                               | 1768                              | spätgotischer Turm, spätbarocker Saalbau, 1768; Kriegergedenktafel 1870/71, bezeichnet 1900, Ph. Leyendecker, Ockenheim; Eckquader bezeichnet Friedenslinde 1871                                               | weitere Bilder Fotos hochladen |
| Protestantisches Pfarrhaus | Hauptstraße 45 Lage                                               | 1751                              | spätbarocker Putzbau, bezeichnet 1751 | Fotos hochladen                |
| Hofanlage                  | Hauptstraße 47 Lage                                               | 18. oder 19. Jahrhundert          | Dreiseithof, 18. oder 19. Jahrhundert; spätbarockes Einfirsthaus, bezeichnet 1782 | Fotos hochladen                |
| Portal                     | Hauptstraße, an Nr. 55 Lage                                       | 1751                              | spätbarockes Portal, bezeichnet 1751 | BW                             |
| Portal                     | Hauptstraße, an Nr. 60 Lage                                       | 1780                              | spätbarockes Oberlichtportal, bezeichnet 1780 | Fotos hochladen                |
| Hofanlage                  | Hintergasse 3 Lage                                                | 1890                              | Einfirstanlage, Bruchstein, bezeichnet 1890 | BW                             |
| Wohnhaus                   | Hintergasse 20 Lage                                               | 1789                              | spätbarocker Krüppelwalmdachbau, bezeichnet 1789 | Fotos hochladen                |
| Schmittenmühle             | Mühlstraße 15 Lage                                                | 18. Jahrhundert                   | Dreiflügelanlage, 18. Jahrhundert und erste Hälfte des 19. Jahrhunderts; herrschaftlicher spätbarocker Walmdachbau, bezeichnet 1786                                                                            | BW                             |
| Wohnhaus                   | Obergasse 1 Lage                                                  | 1780                              | spätbarocker Krüppelwalmdachbau, bezeichnet 1780 | Fotos hochladen                |
| Rathaus                    | Obergasse 2 Lage                                                  | 1590                              | Krüppelwalmdachbau, im Kern vermutlich von 1590, im 18. Jahrhundert barock überformt, mehrfach verändert, Torbogen 1817; Neidkopf                                                                              | BW                             |
| Wohnhaus                   | Obergasse 6 Lage                                                  | um 1600                           | Wohnhaus, um 1600 | Fotos hochladen                |
| Wohnhaus                   | Obergasse 7 Lage                                                  | 16. Jahrhundert                   | Fachwerkhaus, teilweise massiv, im Kern wohl aus dem 16. Jahrhundert, Sandsteingliederung wohl um 1900, bezeichnet 1920, als Spolie Werkstein, bezeichnet 1558                                                 | Fotos hochladen                |
| Hofanlage                  | Obergasse 11 Lage                                                 | 16. oder 17. Jahrhundert          | Hakenhof, 16. (?) bis 19. Jahrhundert; Wohnhaus, im Kern eventuell aus dem 16. oder 17. Jahrhundert, Anfang des 19. Jahrhunderts überformt, Scheune, teilweise Fachwerk; am Torpfeiler Relief, 18. Jahrhundert | BW                             |
| Hofanlage                  | Obergasse 32 Lage                                                 | 18. und 19. Jahrhundert           | Dreiseithof, 18. und 19. Jahrhundert; barocker Krüppelwalmdachbau, teilweise Fachwerk, bezeichnet 1718 und 1847, Fachwerk-Scheune; Brunnen mit gusseiserner Handpumpe                                          | BW                             |
| Hofanlage                  | Obergasse 33 Lage                                                 | 18. und 19. Jahrhundert           | Dreiseithof, 18. und 19. Jahrhundert; barockes Fachwerkhaus, teilweise massiv, erste Hälfte des 18. Jahrhunderts                                                                                               | Fotos hochladen                |
| Hofanlage                  | Obergasse 36 Lage                                                 | 1839                              | Dreiseithof; Wohnhaus bezeichnet 1839, im Kern wohl älter | BW                             |
| Handwerkerzeichen          | Obergasse, an Nr. 47 Lage                                         | 1919                              | Handwerkerzeichen, Sandstein, bezeichnet 1919 | BW                             |
| Hoftor                     | Obergasse, bei Nr. 51 Lage                                        | Ende des 19. Jahrhunderts         | Hoftorgitter, Ende des 19. Jahrhunderts | BW                             |
| Hofanlage                  | Schmidtgasse 5 Lage                                               | 19. Jahrhundert                   | Hofanlage, 19. Jahrhundert; klassizistische Einfirsthaus, Krüppelwalmdach, bezeichnet 1834, Torbogen bezeichnet 1837                                                                                           | BW                             |
| Hofanlage                  | Schmidtgasse 6 Lage                                               | 18. Jahrhundert                   | Streckhof; Krüppelwalmdachbau, teilweise Fachwerk, wohl aus dem 18. Jahrhundert | BW                             |
| Hofanlage                  | Untergasse 1 Lage                                                 | 19. Jahrhundert                   | Hofanlage, 19. Jahrhundert; nachbarockes Wohnhaus, bezeichnet 1808 | Fotos hochladen                |
| Kilometerstein             | östlich des Ortes an der L 234 Lage                               | 19. Jahrhundert                   | bayerische Kilometersäule, Sandstein, 19. Jahrhundert | Fotos hochladen                |
| Brücke                     | westlich des Ortes am Glan Lage                                   | 1824                              | dreibogige Brücke, Sandsteinquader, 1824, Bauinspektoren Schwarze und Beer | BW                             |
| Weinbergshaus              | westlich des Ortes; Flur In der Eschbach Lage                     | Mitte des 19. Jahrhunderts        | Putzbau, Mitte des 19. Jahrhunderts | BW                             |